# Solisterna
Solisterna är en svensk dramaserie i tre delar från 2003 i regi av Geir Hansteen Jörgensen. I rollerna ses bland andra Regina Lund, Thomas Hanzon och Märta Ferm.

## Handling
En man och en kvinna återfinns bundna i ett brinnande hus. De blir räddade i sista sekunden, men deras dotter brinner inne. Båda föräldrarna vägrar berätta för polisen vad som har hänt. Kvinnan är traumatiserad av händelsen, men vågar till slut öppna sig för en ung polis. Sakta kan polisen bilda sig en uppfattning om händelsen och förstår att de har att göra med en familj väg mot undergång.

## Rollista
- Regina Lund – Marika
- Thomas Hanzon – Malte
- Märta Ferm – Linn
- Tobias Aspelin – Simon
- Puck Ahlsell – Rehn
- Henric Holmberg – Spiza
- Siri Flemming Svedmark – Sara
- Viktoria Dalborg – Marika
- Marie Delleskog – skolchefen
- Lena Nylén – Anette
- Claes-Göran Turesson – överläkaren
- Lasse Pierrou	– Börjesson
- Christel Körner – skrattledaren
- Rolf Holmgren – Sture
- Carina M. Johansson – lärarinnan
- Jan Coster – advokaten
- Lola Ewerlund – rektorn
- Moa Myrén	– specialläraren
- Per Johansson	– försäkringsmannen
- Inger Hayman – farmor
- Roland Hedlund – farfar
- Doris Funcke – mormor
- Evert Lindkvist – morfar
- Mats Blomgren – Kjell
- Ivar Svensson – Sebastian
- Fredrika Bergh – Klara
- Thomas Pickelner – praon
- Mika Berndtsdotter Ahlén – klasskamrat
- Electra Christiansson	– klasskamrat
- Nicki Fetsi – klasskamrat

## Om serien
Serien producerades av Christer Nilson för Götafilm AB. Samproduktionsbolag var Oy Yleisradio Ab, Ríkisútvarpið-Sjónvarpid, Elleniki Radiofonia Tileorasi, Film i Väst AB och Sveriges Television AB. Serien hade en budget på 20 000 000 svenska kronor och spelades in efter ett manus av Åsa Lantz. Fotograf var Marek Wieser, scenograf Anna Asp och klippare Fredrik Morheden med ytterligare klippning av Hansteen-Jörgensen. Musiken komponerades av Fläskkvartetten och Jonas Bohlin. Serien visades i tre sextiominutersavsnitt mellan den 8 och 29 december 2003 i SVT1.
2004 belönades seriens första avsnitt med priset Prix Europa i klassen TV Fiction.

## Musik
- "Deep Blue Day", komponerad av Brian Eno, Roger Eno och Daniel Lanois, framförd av Brian Eno
- "Lieder ohne Worte, op. 109", komponerad av Felix Mendelssohn, framförd av Åsa Åkerberg och Mårten Landström
- "Stronger", komponerad av Max Martin och Rami, framförd av Britney Spears
- "I'm a Slave 4 U", komponerad av Chad Hugo och Pharrell Williams, framförd av Britney Spears
- "Fantiserar om dig", komponerad av Lars Erlandsson och Fredrik Lenander, framförd av Izabelle